# 反例
反例（はんれい、英: counterexample）とは、ある主張について、それが成立しない例のことである。したがって、成立しない主張を指すものではない。つまり、論理式 ∀x P(x) が成り立たないことを証明するために導入される、¬P(a) を満たすような a のことである。
反例が存在する場合、∃x ¬P(x) が成立し、これが元の論理式の否定になるため、∀x P(x) は成り立たない。